# Kingscourt
Kingscourt, irisch Dún an Rí (Festung des  Königs), ist eine Kleinstadt im County Cavan in der Republik Irland. Bei der Volkszählung 2022 hatte sie 2955 Einwohner. Das ist nahezu eine Verdreifachung gegenüber 1996, als es 1190 Einwohner waren.

## Lage und Verkehrsverbindung
Kingscourt liegt ganz im Südwesten von Cavan an der Grenze zu den Countys Meath, Louth und Monaghan.
Mehrere Regionalstraßen führen durch den Ort und kreuzen sich dort. 
Die staatliche Busgesellschaft Bus Éireann fährt mit den Linien 107 (zwischen Navan und Kells) und 170 (zwischen Dundalk und Cavan) Kingscourt mehrmals täglich an.
Im Jahr 1875 wurde eine Eisenbahnlinie von Navan nach Kingscourt eröffnet. Diese stellte den Personenverkehr 1947 ein. Der Güterverkehr wurde 2001 endgültig eingestellt.
Die Trasse der Bahnlinie wurde zu einem Radweg umgebaut, der 2024 eröffnet wurde.

## Wirtschaft
Der Bauelemente-Hersteller Kingspan hat seinen Firmensitz in Kingscourt. Dort befindet sich auch eine Produktionsstätte der Firma.

## Sehenswürdigkeiten
- In der örtlichen Kirche „Church of the Immaculate Conception“ befinden sich drei Fenster mit Glasmalereien von Evie Hone.[7]

- Circa 2 km nördlich von Kingscourt liegt der „Dún na Rí Forest Park“ mit einem See, Wanderwegen, einer Gartenanlage sowie einem Picknick-Areal.[8]

## Persönlichkeiten
- Shane Connaughton (* 1941), Schriftsteller und Schauspieler